# 小物成
小物成（こものなり）とは、江戸時代の日本で高外地に賦課された租税の総称である。いわゆる雑税であり、地域により多様な内容を持つ。また、「年貢諸役」の諸役に該当する。一方、検地を受けて検地帳に登録された高請地に賦課された租税を本途物成（ほんとものなり、本年貢・年貢ともいう）という。
小物成の種類は多種多様であり、『地方要集録』には307種が取り上げられ、明治維新後の1875年（明治8年）に小物成系統の諸税が全廃された際、日本全国で1554種の税が対象になったという。

## 種類

### 狭義の小物成
- 山年貢
- 山小物成
- 山役
- 山手米永
- 野年貢
- 野役米
- 野手米永
- 草年貢
- 草役米
- 草代
- 茶年貢
- 茶役
- 漆年貢
- 櫨年貢
- 松山藪林年貢
- 葭年貢
- 萱野銭
- 楮油荏役
- 御林下草銭
- 河岸役
- 池役
- 池魚役
- 網役
- 網代役
- 鳥役
- 紙船役

### 広義の小物成
- 浮役（運上・冥加）：「浮役」（うきやく）は年によって年貢額が変動するものをいう。例：「浮役漆納」。臨時に課された雑税もいう。
- 夫役：労働課役のこと。江戸時代の領主は普請・掃除などのために、領民に人足役を賦課していた。しかし、江戸時代の中期以降、代銭納化されていく傾向にある。その場合、「夫役銭」などと呼ばれる。